# Gaudapada
Gaudapada (Gauḍapāda) va ser un mestre hindú de la tradició de l'Advaita vedanta que probablement visqué el segle VI o el segle VII. Hom creu que era originari del nord del Bengala. Va ser el mestre de Govinda Bhagavatpada, qui va tenir per deixeble Adi Xankara.
La doctrina exposada per Gaudapada, especialment en els comentaris del Māṇḍūkya Upaniṣad, és purament ortodoxa. En contrast amb la forta presència del budisme a l'Índia que induïa a alguns exegetes a optar per la via del budisme.

## Biografia
El segle en què va viure Gaudapada i els detalls de la seva vida són incerts. Les estimacions varien des de principis del segle VI  fins al segle VII d.C. Generalment es data d'estimacions per a Adi Xankara, el professor del qual Govinda Bhagavatpada es suposa que és el deixeble directe de Gaudapada. Shankara en alguns textos es refereix a Gaudapada com el "mestre del mestre" que coneix la tradició del Vedānta (sampradāya-vit). Suposant quant de temps va viure cadascun i quan, s'estima que Gaudapada va viure en algun moment del segle VII dC. Alternativament, afirma Potter, la frase "professor del professor" no s'ha de prendre al peu de la lletra, i més en el sentit d'una altra frase que fa servir per Gaudapada, és a dir, Paramaguru (professor superior). Potser va ser el guru del mestre de Sankara, però probablement era un guru més llunyà, afirma Michael Comans (també conegut com Vasudevacharya).
Una altra estimació el situa cap a principis del segle VI. Aquesta estimació es basa en la literatura budista, i particularment en les dels estudiosos Bhavaviveka, Santaraksita i Kamalasila que citen Gauḍapada kārikās.  Bhavaviveka va ser contemporani de Dharmapala, afirma Karl Potter, mentre que els textos xinesos i els relats de viatges situen Dharmapala a mitjans del segle VI dC. Suposant que els registres budistes i xinesos són fiables, i perquè Bhavaviveka hagi citat Gauḍapada kārikās, Gaudapada deu haver viscut al voltant de l'any 500 dC, o en algun moment de la primera meitat del segle VI dC. Però, és cert que Gaudapada va viure després del segle IV perquè cita algunes visions budistes de Nāgārjuna i Asanga, aquest últim dels quals diversos relats situen a l'Índia del segle IV..

## Māṇḍūkya Kārikā
Gaudapada és l'autor del Māṇḍūkya Kārikā també conegut com el Gaudapada Karika, que són comentaris sobre el Māṇḍūkya Upaniṣad, que és un dels més curts dels dotze principals Upanixads pertanyents als xruti. Consta de dotze versos en prosa, inclòs en els Atharvaveda dels Vedas.
El Gaudapadiya Karika té 215 versos mesurats que es divideixen en quatre capítols:
1. Capítol 1 (29 versos) — Agama, o Agama Prakarana (doctrina tradicional, inclou 12 versos del Mandukya Upanishad) [13][14]. Explica el contingut del llibre i demostra que l'Advaita és recolzat pel xruti i la raó

1. Capítol dos (38 versos) — Vaitathya Prakarana (La irrealitat) [15]. Tracta sobretot d'un comentari racional que vol provar la irrealitat del món fenomenal caracteritzat per la dualitat i l'oposició. Cessa quan s'aconsegueix la no dualitat. Per por que per un procés similar sobre la naturalesa de la realitat mateixa, els arguments del segon capítol no es reduiran a res.

1. Capítol tres (48 versos) — Advaita Prakarana (No-dualitat) [16]. Insisteix en la no dualitat.

1. Capítol quatre (100 versos) — Alatasanti Prakarana (La pau de la marca de foc) [17]. Explica la relativitat de la nostra experiència fenomenal i estableix l'atman com l'única realitat subjacent de l'existència.

Els primers tres capítols del text de Gaudapada han influït a la tradició Advaita Vedanta. Algunes parts del primer capítol que inclouen el Mandukya Upanixad han estat considerades com una font bíblica vàlida per a les escoles dvaita i visistadvaita del Vedanta.
Cronològicament, segons Hajime Nakamura, els textos budistes que citen a Gaudapada Karikas impliquen que les idees vedàntiques dels tres primers capítols són de més antiguitat. La major part del capítol tres de la compilació de Gaudapada Karika es va completar entre el 400 i el 500 dC, afirma Nakamura. Ell estima que la major part del capítol 1 es va completar entre el 300 i el 400 d.C., mentre que el capítol 2, que pressuposa el capítol 1, es pot datar que s'havia completat majoritàriament després del capítol 1 però abans del capítol 3. La major part del Capítol Quatre va ser escrit entre els anys 400 i 600 dC.

#### Capítol 1: Doctrina tradicional (Agama)
Om és la felicitat
Om és Brahman,

tant el més alt com el més baix,

així com Ishvara que resideix en el cor de tothom,

és alhora sense mesura i de mesura il·limitada,

el cessament de la dualitat,

és la felicitat.
L'Atman (el Jo) resideix en el propi cos de tres formes: estat de vigília, estat de somni adormit i estat de son profund, segons la traducció de Potter. Quan està despert, el Jo experimenta el Vishva: els objectes externs i el visible; quan somia, experimenta el Taijasa: els objectes interns de la ment i el que apareix en els somnis; quan està en un son profund, el Jo experimenta Prajna: el no polaritzat, els fruits del cor i la felicitat. La descripció d'aquests estats del jo és similar, afirma Arvind Sharma, a les que es troben a Brihadaranyaka Upanishad i altres textos antics hindús.
Gaudapada presenta les teories tradicionals en competència sobre la vida de moda, abans i en els seus temps, a Karika 6 a 9. Alguns afirmen que la creació és el resultat de l'expansió del Jo, alguns afirmen que és un mer espectacle de màgia, alguns afirmen que la creació és del desig de Déu, alguns afirmen que Kala (el temps) crea tots els éssers. A Karika 10, el text diu que hi ha un quart estat del Jo, anomenat Turiya, un d’Advaita (no-dualitat), tot omnipresent, immutable i sense Dukkha (dolor). Aquest quart estat del Jo a Gaudapada Karika es troba als capítols 8.7 a 8.12 de Chandogya Upanishad, que discuteixen els quatre estats de consciència com a son despert, ple de somnis, son profund i més enllà del son profund.
L'estat del Jo Vishva i Taijasa -afirma Gaudapada- poden ser una font de causa i efecte, el Prajna és només causa, mentre que l'estat Turiya no ho és cap de les dues. És l'estat de vigília i l'estat de somni que condueixen a la consciència, els errors i la inconsciència. La dualitat percebuda del món és maia, quan en realitat només hi ha no-dualitat. El primer capítol acaba amb la discussió de l'Om i el seu simbolisme per a Brahman, i l'Atman dins del cor de tots els éssers vius.

#### Capítol dos: La irrealitat (Vaitathya)
Són irreals els objectes dels somnis durant el son, afirma Gaudapada, perquè el que somia mai no va als llocs on somia, i perquè qualsevol situació que somiés és quelcom que deixa al despertar-se. Això es troba a l'escriptura Brihadaranyaka Upanishad.
En el mateix sentit, la veritable realitat està encoberta per a l'home fins i tot en el seu estat de vigília, afirma Kaarikas 4-6 del capítol dos, perquè, tradueix Potter, "qualsevol objecte inexistent al principi i al final també és inexistent al mig". ".
Quan dormim, sentim que les coses externes que somiem són reals i que els estats interns són irreals, però en l'estat desperta ens adonem que tots dos són irreals. De la mateixa manera, en el nostre estat de vigília, tot allò que aprehendem que és real i irreal, és irreal, encobrint la veritable realitat, afirma Kaarikas 10–15. Però aquesta afirmació porta a la pregunta òbvia, afirma Gaudapada, que si tant l'interior com l'exterior no són la veritable realitat, qui és el que imagina, qui els aprehend i qui coneix?  Gaudapada presenta la seva resposta com l'Atman (Jo, ànima).
Gaudapada Kaarika afirma que mentre agafem objectes, percebem, pensem, però això no connota la naturalesa de la realitat i la irrealitat, igual que la nostra por a "una corda per a una serp a la foscor". Construïm realitats, afirma Gaudapada, i imaginem que Jivatman és diverses coses com ara praana (alè), loka (món), deva (déus), bhoktr (disfrutador), bhojya (agradable), sukshma (subtil), sthula (brut), murta (material), amurta (no material) i així successivament.
Imaginem coses a la nostra ment, creem coses a la nostra ment, destruïm coses a la nostra ment, diu Gaudapada; però totes aquestes coses no són diferents d'It, l’atman (gènere neutre). Totes aquestes construccions creen dualitats en la nostra imaginació, són mayas. La veritable realitat, estat Kaarikas 33–36, no és dual i és atman.  Aquells que han dominat i superat tots els vincles, més enllà de tota por i de tota ira, han superat totes les dualitats, coneixen el seu Jo, s'han assegurat la no-dualitat interior. Segons Kaarikas 36–38, aquests individus savis, no es preocupen pels elogis de ningú, estan més enllà de tots els rituals, són errants sense llar, perquè s'han adonat de la veritat dins i fora; ells, tradueix Potter, "es mantenen fermament fidels a la natura".

#### Capítol tres: No-dualitat (Advaita)
Deures de culte

Els deures de culte només sorgeixen per a aquells

que pensen que alguna cosa neix

i que així són miserables.

Parlaré, doncs, de la

estat no miserable en què (...)

Gaudapada obre aquest capítol criticant Upasana (culte) i afirma que això suposa que el Brahman-Atman no ha nascut al principi i al final, però que neix actualment (com a jiva). Afirma que el Brahman-Atman (Jo) no dual pot donar lloc a una dualitat aparent (Jivas, ànimes individuals), mentre no es veu afectat en el procés. Amb aquesta finalitat dóna l'analogia de l'espai i els pots. El jo és com l'espai i les Jivas són com l'espai en pots. De la mateixa manera que l'espai està tancat en un pot, també es manifesta el Jo com a Jivas. Quan el pot es destrueix, l'espai del pot es fusiona amb l'espai, de la mateixa manera, són els Jivas amb el Jo.
Gaudapada afirma que els Upanishads com els Brihadaranyaka Upanishad ensenyen que el propi Atman (jo) és idèntic a l'Atman en altres éssers, i que tots els Atman són idèntics a Brahman. Mentre que alguns Upanishads, reconeix Gaudapada, impliquen una diferència entre l'ànima individual i el Brahman, aquests textos parlen de la distinció aparent (dualitat) quan un creu en la creació aparent. En realitat, afirma Gaudapada, no hi ha creació d'ànimes a partir de Brahman, ja que són idèntiques. No hem de confondre passatges destinats a la instrucció espiritual. Segons Karikas 3.17-18, Gaudapada admet que els dualistes no estan d'acord amb aquesta visió, però els textos antics admeten la dualitat en el context de les aparences, mentre que la no-dualitat és, de fet, la realitat més elevada, tradueix Karmarkar.
Segons la traducció de Karl Potter de Karikas 3.33-36, una consciència que no té construcció conceptual no ha nascut, i aquesta consciència és Brahman. Aquesta consciència no és una metàfora, ni neix, és real. Aquesta consciència brilla sense por, més enllà de les paraules i el pensament, és calma i inquebrantable, equanima i plena de llum. Prové de l'autoreflexió, la comprensió, la renuncia a l'afecció a Dukkha (frustració) i Sukha (plaer), on la ment descansa en una calma indescriptible. 
Karikas 3.39-46 descriu l'asparsa ioga, a través del qual s'aconsegueix aquesta calma. En aquesta pràctica del no-contacte (a- sparsa), la ment és controlada i posada en repòs, i no crea "coses" (aparences) després de les quals agafa; esdevé no-dual, lliure del dualisme subjecte-objecte captivador. Sabent que només Atman-Brahman és real, les creacions de la ment es veuen com a aparences falses i es neguen (MK 3.31-33). Quan la ment es posa en repòs, es converteix o és Brahman (MK 3.46). Segons Gaudapada, l'asparsa ioga és difícil per a la majoria, inclosos els ioguis, que veuen la por, és a dir, una pèrdua d'atman, en allò que és sense por. 

#### Capítol quatre: La pau de The Firebrand (Alatasanti)
L'últim capítol de Gaudapada Karika té un estil diferent dels tres primers, i s'obre expressant la reverència cap a tots els més grans dels homes, que són com l'espai còsmic a través de la seva consciència de la no-dualitat, lliures d'autocontradiccions i confusió, i que entenen el Dharma. Les Karikas 3–10 repeteixen alguns continguts dels capítols anteriors, però amb algunes substitucions de paraules. Karikas 11–13 citen la premissa clau de la dualitat de l'escola Samkhya de filosofia hindú, l'examina en creu i després es pregunta com i per què la causa és eterna? El text afirma que la premissa Samkhya la causa neix com el seu efecte condueix a una regressió infinita, que no és persuasiu.
Gaudapada Karika reconeix llavors la teoria de l'Ajativada o la no origen dels Budes (budistes). Com la premissa de Samkhya, el text l'elogia i l'examina de tres maneres: en primer lloc, les premisses de no origen tenen sentit quan no es coneix ni el punt d'origen ni el final d'alguna cosa, però coneixem el punt d'origen de qualsevol exemple d'alguna cosa. produït i allà Ajativada premissa no segueix; en segon lloc, la premissa d'Ajativada comet la fal·làcia Sadhyasama del raonament oferint exemples del que encara està per demostrar. En tercer lloc, afirma Karikas 29–41, ni el samsara ni el mukti tenen un principi o un final, perquè si alguna cosa neix ha de tenir un final, i una cosa que no ha nascut no té fi.
Karikas 45–52 afirmen que només la consciència (Vijnana) és real, explicant-ho amb un exemple de vara de foc abans i durant el temps que es crema, i afegint que construïm i deconstruïm el nostre estat de consciència. Karikas 53–56 afirmen que no hi ha causalitat, no hi ha efectes, i repeteixen que la consciència és l'única cosa real. Tot és impermanent, res és etern i tot és també sense origen per naturalesa, afirma Karikas 57–60.
Karikas 61–81 repeteix el text sobre quatre estats dels capítols anteriors per tornar a emfatitzar les premisses sobre la impermanència i la no origen. L'afecció a la irrealitat provoca desig, pena (dukkha) i por, mentre que el despreniment condueix a alliberar-se d'aquests estats i al samadhi. Hi ha tres etapes de comprensió de l'estat Karikas 87–89: Laukika (ordinari. que reconeix l'objecte i el subjecte com a reals), Shuddha laukika (ordinari purificat, on la percepció es considera real però no els objectes) i Lokottara (supramundà, on no hi ha objectes ni objectes que es perceben es coneixen com a reals).
Karikas 90–100 presenta Agrayana (vehicle) al coneixement. El text diu que «tots els dharmes són sense principi, sense varietat i són només consciència». La dualitat és per als no savis, la no-dualitat i la indiferenciada La realitat és per als savis i és difícil d'entendre. Els darrers Karikas del Capítol Quatre afegeixen, tal com ha traduït Karl Potter, «això entenen els Budes, el Buda ens indica que la consciència no arriba als dharmes, però el Buda no va dir res sobre la consciència ni els dharmes!».

## Gaudapada i el budisme
La forta presència al budisme a l'Índia en aquella època implicava alguns exegetes moderns com Surendranath Dasgupta, Louis de La Vallee-Poussin i Vidushekhara Bhattacharya en voler trobar influències budistes a casa seva, especialment en certes doctrines negativistes prop de la Madhyamaka de Nagarjuna.
Com el primer gran comentarista de Vedanta, després de segles de domini budista, s'oposen dues interpretacions: algunes el consideren el primer mestre involucrat en la restauració de l'hinduisme, el fundador d'Advaita vedanta. Uns altres ho veuen com una perspectiva criptobista, ja que ha incorporat i ambientat al context hindú tot el que, en el budisme, podria ser. No obstant això, els seus comentaris sobre el Māṇḍūkya Upaniṣad es consideren clàssics i, per aquest motiu, és tradicionalment percebut com una ortodoxa pura.